# Vince Staples
Vincent Jamal Staples, noto semplicemente come Vince Staples (Compton, 2 luglio 1993), è un rapper statunitense.

## Biografia
Staples è nato a Compton, California, ma è cresciuto a Long Beach con la madre, il fratello e le tre sorelle, mentre il padre era in carcere.

## Carriera
Fa parte del gruppo hip hop californiano Cutthroat Boyz assieme a Joey Fatts e Aston Matthews. Inoltre è spesso al fianco di Mike G e Earl Sweatshirt (come in Doris), entrambi membri del collettivo musicale Odd Future, per dei progetti collaborativi.
Nel 2013 ha pubblicato un mixtape insieme a Mac Miller e intitolato Stolen Youth e ha collaborato con Jhené Aiko nel suo EP Sail Out. Nel marzo 2014 è uscito il mixtape Shyne Coldchain Vol. 2. Nell'ottobre 2014 ha pubblicato il suo EP d'esordio Hell Can Wait.
Sempre nel 2014 appare nell'album Nobody's Smiling di Common, nell'album Directors of Photography dei Dilated Peoples e nel mixtape Faces di Mac Miller.
Nel giugno 2015 è uscito il suo primo album in studio Summertime '06, che ha ricevuto generali consensi molto positivi dalla critica. Collabora con Ghostface Killah nel disco Twelve Reasons to Die II.
Nel gennaio 2016 viene annunciata la sua partecipazione al Primavera Sound Festival 2016, in programma per il giugno seguente a Barcellona.
Nel giugno 2017, anticipato da ben tre singoli (BagBak, Big Fish e Rain Come Down), esce il suo secondo album in studio Big Fish Theory.
Nel novembre 2018 esce il suo terzo album in studio FM!.

## Discografia

### Album in studio
- 2015 – Summertime '06
- 2017 – Big Fish Theory
- 2018 – FM!
- 2021 – Vince Staples
- 2022 – Ramona Park Broke My Heart
- 2024 - Dark Times

### EP
- 2014 – Hell Can Wait
- 2016 – Prima donna

### Singoli
- 2013 – Guns & Roses
- 2014 – Nate (feat. James Fauntleroy)
- 2014 – Blue Suede
- 2014 – Hands Up
- 2015 – Señorita
- 2015 – Get Paid (feat. Desi Mo)
- 2017 – Ascension (Gorillaz feat. Vince Staples)
- 2017 - BagBak
- 2017 - Big Fish
- 2017 - Rain Come Down
- 2018 - Get The Fuck Off My Dick
- 2018 - FUN!
- 2021 - Law Of Averages
- 2021 - Are You With That?
- 2022 - Magic
- 2022 - Rose Street